# Rosenkål
Rosenkål (Brassica oleracea var. gemnifera) er en grøntsag og den yngste af de dyrkede sorter af have-kål. Rosenkåls oprindelse er ikke kendt, men den menes at være opstået i Belgien i 1500-tallet. Den vandt dog først indpas i løbet af 1800-tallet.